# Rhynchospora crinigera
Rhynchospora crinigera är en halvgräsart som beskrevs av Johann Otto Boeckeler. Rhynchospora crinigera ingår i släktet småag, och familjen halvgräs. Inga underarter finns listade i Catalogue of Life.